# بيل بلاس
بيل بلاس (بالإنجليزية: Bill Blass)‏ هو مصمم أزياء أمريكي، ولد في 22 يونيو 1922 في فورت واين في الولايات المتحدة، وتوفي في 12 يونيو 2002 في نيو برستون في الولايات المتحدة بسبب سرطان المريء.

## وصلات خارجية
- بيل بلاس على موقع الموسوعة البريطانية (الإنجليزية)
- بيل بلاس على موقع قاعدة بيانات برودواي على الإنترنت (الإنجليزية)
- بيل بلاس على موقع إن إن دي بي (الإنجليزية)